# وحدة العناية العالية
وحدة العناية العالية أو وحدة الاعتماد العالي هي منطقة في المستشفى، وتقع عادةً بالقرب من وحدة العناية المركزة، حيث يمكن رعاية المرضى على نطاق أوسع وأكثر شمولاً من الرعاية في الجناح العادي، ولكن ليس إلى حد العناية المركزة.
وهي مناسبة للمرضى الذين خضعوا لعملية جراحية كبرى وأولئك الذين يعانون من فشل في عضو واحد. تم إنشاء العديد من هذه الوحدات في التسعينيات عندما وجدت المستشفيات أن نسبة من المرضى كانوا يحتاجون إلى مستوى من الرعاية لا يمكن تقديمه في بيئة الأجنحة العادية. ويُعتقد أن هذا مرتبط بتقليل معدل الوفيات. قد يتم إدخال المرضى إلى سرير وحدة العناية العالية لأنهم معرضون لخطر الحاجة إلى دخول العناية المركزة، أو كخطوة انتقالية بين العناية المركزة والرعاية في الأجنحة العادية.
في عام 2000، أصدرت وزارة الصحة في المملكة المتحدة تقرير الرعاية الحرجة الشاملة، والذي حدد عدد أسرة الرعاية العالية ("المستوى 2") المطلوبة التي يجب أن تمتلكها المستشفى لتقديم الرعاية بشكل مناسب.  بحلول ذلك الوقت، تم تحديد ثلثي المستشفيات في المملكة المتحدة على أنها ذات "رعاية عالية". ويعرّف التقرير رعاية المستوى 2 بأنها "ذات ملاحظات أو تدخلات أكثر تفصيلاً بما في ذلك دعم  نظام فشل عضو واحد أو رعاية ما بعد الجراحة وأولئك الذين ينتقلون من مستويات أعلى من الرعاية".
إذا تم استخدام التهوية بالضغط الإيجابي للمجرى الهوائي لعلاج الفشل التنفسي، فيمكن إدارتها وتقديمها  في وحدة الرعاية العالية أو منطقة مكافئة.